# De Heilige Hiëronymus in gebed
De Heilige Hiëronymus in gebed is een schilderij van de Zuid-Nederlandse schilder Jheronimus Bosch in het Museum voor Schone Kunsten in Gent.

## Voorstelling
Het stelt Hiëronymus van Stridon voor, de ascetische heilige die een groot deel van zijn leven als kluizenaar doorbracht. Op het schilderij lijkt het moment afgebeeld te zijn waarop hij afstand doet van het aardse bestaan. De heilige heeft zijn hoed en mantel afgeworpen en is in een diep gebed verzonken. Ook aardse zaken als list en bedrog, weergegeven als een vosje, en het kwaad, weergegeven als een uil, hebben voor hem geen betekenis meer. In plaats daarvan richt hij zich vol overgave op het crucifix in zijn armen. Hoewel de heilige Hiëronymus zich, ver van de bewoonde wereld, in een woestijn, terugtrok, plaatst de schilder hem in een groen landschap met even verderop een dorp. Net als het landschap van bijvoorbeeld de Johannes de Doper in de wildernis bevat dit landschap wonderlijke, vervreemdende planten, die de schilder volgens kunsthistoricus Max Friedländer ontleende aan reisverslagen van nieuw-ontdekte werelddelen. Het rottende fruit in een poel op de voorgrond zou staan voor het menselijke verval. Ook bevat de rotsformatie boven de heilige twee stenen die aan de wetstafelen van Mozes doen denken. Het schedelvormige bovengedeelte van deze rotsformatie is volgens Bosch-auteur Charles de Tolnay een ossenschedel, die hier bedoeld is als symbool voor de dood.

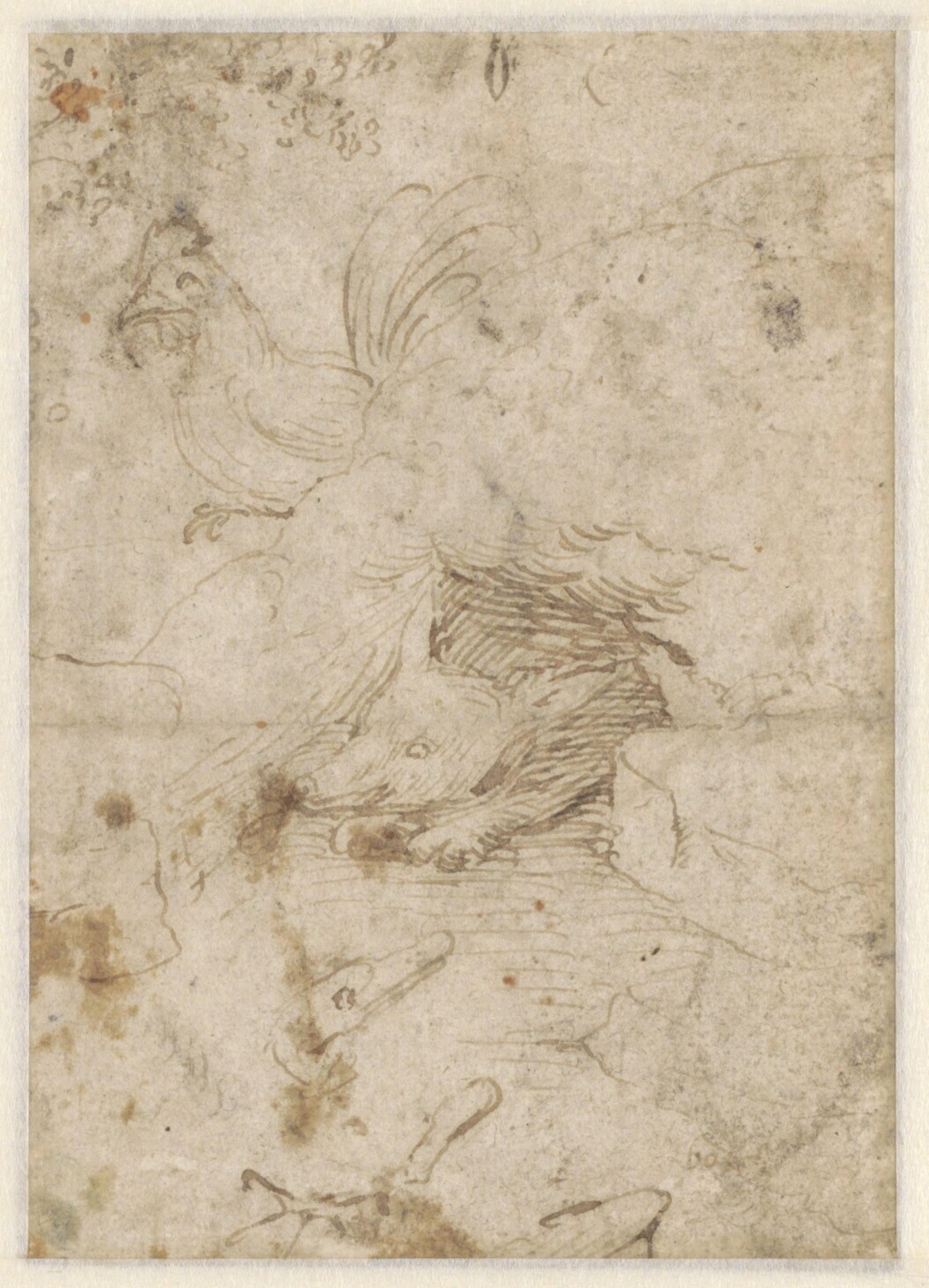
Jheronimus Bosch. Vos en haan. Bruine inkt op papier. Rotterdam, Museum Boijmans Van Beuningen.

De vervreemdende, kunstmatig aandoende natuur is een steeds terugkomend motief in het werk van Bosch. ‘He sought out nature at the point where she becomes unnatural. The earth was the Devil’s province, and whatever grows from her was venemous and at once enticing’, aldus Friedländer.
Bosch had een voorliefde voor kluizenaars, omdat deze de mens het goede voorbeeld gaven. Andere kluizenaarsschilderijen van Bosch zijn bijvoorbeeld het Heremieten- en het Antonius-drieluik. Naast de vos ligt een haan. Voorstellingen van een vos en een haan komen ook voor op verschillende tekeningen van Bosch, waaronder de tekening Het woud heeft oren, het veld heeft ogen en is mogelijk ontleend aan een verhaal uit het Boek der Wijsheid van de Oude Wijsgeren, waarin de sluwe vos de onnozele haan de vredeskus belooft, maar hem in plaats daarvan de kop afbijt. Ook de koolmees op het takje staat symbool voor de onnozele onschuld.

## Toeschrijving en datering
Hoewel het werk niet gesigneerd is, is het vrijwel zeker van Bosch’ hand. Bosch-kenner Bernard Vermet noemt het een van de kernwerken van deze schilder. Dendrochronologisch onderzoek heeft uitgewezen dat het werk op zijn vroegst waarschijnlijk omstreeks 1482 of later moet zijn ontstaan.

## Herkomst
Zowel het hieronymietenhuis als het Hiëronymus-altaar in de Sint-Janskathedraal in 's-Hertogenbosch worden genoemd als oorspronkelijke locatie van zowel De Heilige Hiëronymus in gebed als het Heremieten-drieluik. Aan de achterzijde van het paneel bevinden zich twee lakzegels, een van de Noord-Franse familie Colbert en een van de Franse gemeente Meregem. Het werk werd in 1908 verworven door het Museum voor Schone Kunsten in Gent.

## Tentoonstellingen
De Heilige Hiëronymus in gebed maakte deel uit van de volgende tentoonstellingen:
- Exposition de l'art belge ancien et moderne, 10 mei-10 juli 1923, Musée du Jeu de Paume, Parijs.
- Exhibition of Flemish and Belgian art - 1300 to 1900, 8 januari-5 maart 1927, Royal Academy of Arts, Londen.
- Jeroen Bosch. Van Geertgen tot Scorel, Noord-Nederlandsche primitieven, 10 juli-15 oktober 1936, Museum Boijmans Van Beuningen, Rotterdam.